# Stazione di Castelnuovo di Porto
La stazione di Castelnuovo di Porto è una stazione della ferrovia Roma-Civita Castellana-Viterbo.
Si trova a Castelnuovo di Porto, nella città metropolitana di Roma Capitale.
Dal 1º luglio 2022 è gestita da ASTRAL.
Dal 23 giugno 2025, la stazione di Castelnuovo di Porto è chiusa al traffico ferroviario per consentire i lavori di raddoppio dei binari nella tratta tra Riano e Morlupo.

## Movimento
La stazione è servita dai treni regionali svolti da Cotral nell'ambito del contratto di servizio con la regione Lazio.